# Calanthe rigida
Calanthe rigida är en orkidéart som beskrevs av Cedric Errol Carr. Calanthe rigida ingår i släktet Calanthe och familjen orkidéer. Inga underarter finns listade i Catalogue of Life.